# Придушення GPS
Придушення GPS або глушіння GPS — це перевантаження супутникових навігаційних приймачів потужними радіосигналами, які заглушають сигнали супутників GPS, через що приймач не може точно обчислити своє місцеположення чи час. Такі перешкоди можуть вивести з ладу різні залежні від GPS пристрої, від навігаційних систем транспортних засобів і літаків до точного землеробства та мобільних телефонних мереж. У цивільній авіації глушіння GPS може порушити передачу ADS-B. Перешкоди GPS — це особливий тип перешкод GNSS.
Згідно з правилами ITU, країни зобов'язані усунути шкідливі перешкоди через глушіння та підробку GPS, але ITU не вживає ефективних примусових заходів. Законодавча база ICAO вимагає, щоб країни впроваджували належне запобігання та пом'якшення глушіння та підробки GPS. Відповідно до Монреальської конвенції ICAO, країни мають передбачити покарання за глушіння та підробку GPS. У Сполучених Штатах федеральним законом заборонено експлуатацію, маркетинг або продаж будь-якого обладнання для постановки перешкод GPS.

## Випадки
Країни можуть використовувати глушіння GPS під час проведення військових навчань і тренувань, але згідно з рекомендаціями IATA вони повинні визнати шкідливий вплив такого глушіння на цивільну авіацію та проявляти максимальну обережність. Що стосується цивільної авіації, Євроконтроль окреслив дві основні гарячі точки перешкод GPS: східний повітряний простір Туреччини до Іраку, Ірану, Вірменії (до кордону з Вірменією та Азербайджаном) і повітряний простір Південного Кіпру до Єгипту, Лівану та Ізраїлю.
Після російського вторгнення в Україну Росія використовувала глушіння GPS для підтримки своєї військової діяльності та намагання турбувати країни НАТО. У грудні 2022 року та січні 2023 року глушіння GPS було відмічено на півночі Польщі, півдні Швеції, південно-східній Фінляндії, Естонії та Латвії.

## Протидія
Перешкоди GPS вважаються не такими підступними, як підробка GPS. Його зустрічали на далеких рейсах (зокрема в Росію), і пілоти авіакомпаній здатні протидіяти таким глушінням. Мерехтливі показання миттєво виявляють перешкоди GPS, і існує кілька контрольних списків для їх вирішення.